# AKA (album de Jennifer Lopez)
Pour les articles homonymes, voir AKA.
Albums de Jennifer Lopez
Dance Again... The Hits
(2012) This Is Me... Now
(2024)
Singles
1. I Luh Ya Papi
Sortie : 17 mars 2014
2. First Love
Sortie : 5 mai 2014
3. Booty
Sortie : 9 septembre 2014

A.K.A. est le huitiième album studio de la chanteuse américaine Jennifer Lopez, sorti le 16 juin 2014, succédant à Love? sorti en 2011.

## Développement
Le 1er janvier 2013, Jennifer Lopez annonce la parution prochaine d'un dixième album studio sur Twitter, en tant que continuité de l'album Love? paru en 2011. L'album est programmé pour une parution au début de 2014. En mars 2014, Lopez annonce ensuite une parution de l'album pour le 17 mars. Elle explique : « J'ai l'impression de faire paraître un nouveau premier album, c'est mon dixième album, il me tient à cœur. »
Lopez révèle, le 29 avril 2014, hésiter entre deux titres pour le nommage de son album, Same Girl et AKA. Quant au concept de l'album, elle explique : « si vous écoutez mes albums, ça parle toujours d'amour. J'ai toujours chanté pour l'amour. Ca a toujours été dans l'amour d'une certaine manière [...] ; Je l'espérais, je le priais, et je le souhaitais. » La couverture montre Lopez fixant la caméra, vêtue d'une robe rouge en cuir.

## Production
En novembre 2012, RedOne confirme être le producteur exécutif de l'album. En décembre, Lopez confirme l'enregistrement prochain d'un dixième album studio après sa tournée Dance Again World Tour. Le mois suivant, Lopez explique au USA Today, sa principale préoccupation pour le cinéma, et met temporairement de côté la musique. Dans une entrevue avec le magazine People, elle révèle l'écriture d'une nouvelle chanson qu'elle a intitulé We Loved, à la suite de sa rupture avec son époux Marc Anthony, qui l'a mise en pleur alors qu'elle rengistrais. En commentant brièvement le genre musical qu'elle allait inclure dans l'album, Lopez explique « Je fais tout ce que le public attend de moi. »
Cet album réunit Lopez et son producteur Cory Rooney. Il réunit également Lopez avec les autres producteurs Da Internz et Max Martin. Fin février 2013, Lopez commence l'enregistrement aux côtés du rappeur Future, confirmé pour l'album,. Le mois d'après, Lopez commence à enregistrer avec Chris Brown qui explique écrire quelques « trucs drôles » pour elle. En juin 2013, Lopez explique avoir travaillé sur 20 chansons pour l'album. En août, elle révèle sa collaboration avec le producteur Steve Mostyn et l'auteure-compositrice australienne Sia Furler pour l'album,. Sur sa collaboration avec Lopez, Furler explique pouvoir « se lâcher dans le chant » et de « s'être amusé. » En septembre, Lopez est prise en photo travaillant en studio aux côtés de Robin Thicke et du rappeur Big Sean. Lopez enregistre également un duo avec Maxwell, avec qui elle tentait de travailler pendant des années. En janvier 2014, elle revient au studio, aux côtés de French Montana et de DJ Mustard,. 

## Musique et paroles
En parlant de la musique et des paroles de l'album, Lopez explique : « Ca va être différent, il s'est passé beaucoup de choses dans ma vie en une ou deux années, j'ai changé, ma perception de l'amour a changé... j'ai grandi », en se référant à sa séparation avec le chanteur Marc Anthony, dont elle s'est inspirée pour l'album. Cependant, elle maintient que son thème principal reste celui de l'amour : « C'est ma motivation. C'est ce à quoi je pense. C'est ce que je suis depuis toute petite. » Selon Lopez, l'album explore les genres musicaux R&B/hip-hop, dance, pop, musique latine et funk.

## Liste des titres
| A.K.A. — Standard edition | A.K.A. — Standard edition                | A.K.A. — Standard edition | A.K.A. — Standard edition | A.K.A. — Standard edition | A.K.A. — Standard edition | A.K.A. — Standard edition | A.K.A. — Standard edition | A.K.A. — Standard edition | A.K.A. — Standard edition |
| No                        | Titre                                    | Durée                     |                           |                           |                           |                           |                           |                           |                           |
| ------------------------- | ---------------------------------------- | ------------------------- | ------------------------- | ------------------------- | ------------------------- | ------------------------- | ------------------------- | ------------------------- | ------------------------- |
| 1.                        | A.K.A. (featuring T.I.)                  | 3:48                      |                           |                           |                           |                           |                           |                           |                           |
| 2.                        | First Love                               | 3:35                      |                           |                           |                           |                           |                           |                           |                           |
| 3.                        | Never Satisfied                          | 3:13                      |                           |                           |                           |                           |                           |                           |                           |
| 4.                        | I Luh Ya Papi (featuring French Montana) | 3:27                      |                           |                           |                           |                           |                           |                           |                           |
| 5.                        | Acting Like That (featuring Iggy Azalea) | 3:17                      |                           |                           |                           |                           |                           |                           |                           |
| 6.                        | Emotions                                 | 4:13                      |                           |                           |                           |                           |                           |                           |                           |
| 7.                        | So Good                                  | 3:45                      |                           |                           |                           |                           |                           |                           |                           |
| 8.                        | Let It Be Me                             | 3:46                      |                           |                           |                           |                           |                           |                           |                           |
| 9.                        | Worry No More (featuring Rick Ross)      | 3:49                      |                           |                           |                           |                           |                           |                           |                           |
| 10.                       | Booty (featuring Pitbull)                | 3:23                      |                           |                           |                           |                           |                           |                           |                           |
| 36:16                     |                                          |                           |                           |                           |                           |                           |                           |                           |                           |

| A.K.A. — Deluxe edition | A.K.A. — Deluxe edition              | A.K.A. — Deluxe edition | A.K.A. — Deluxe edition | A.K.A. — Deluxe edition | A.K.A. — Deluxe edition | A.K.A. — Deluxe edition | A.K.A. — Deluxe edition | A.K.A. — Deluxe edition | A.K.A. — Deluxe edition |
| No                      | Titre                                | Durée                   |                         |                         |                         |                         |                         |                         |                         |
| ----------------------- | ------------------------------------ | ----------------------- | ----------------------- | ----------------------- | ----------------------- | ----------------------- | ----------------------- | ----------------------- | ----------------------- |
| 11.                     | Tens (featuring Jack Mizrahi)        | 3:55                    |                         |                         |                         |                         |                         |                         |                         |
| 12.                     | Troubeaux (featuring Nas)            | 4:05                    |                         |                         |                         |                         |                         |                         |                         |
| 13.                     | Expertease (Ready Set Go)            | 4:04                    |                         |                         |                         |                         |                         |                         |                         |
| 14.                     | Same Girl (featuring French Montana) | 4:06                    |                         |                         |                         |                         |                         |                         |                         |
| 52m26s                  |                                      |                         |                         |                         |                         |                         |                         |                         |                         |

| A.K.A. — Japon et Target exclusive edition (bonus tracks) | A.K.A. — Japon et Target exclusive edition (bonus tracks) | A.K.A. — Japon et Target exclusive edition (bonus tracks) | A.K.A. — Japon et Target exclusive edition (bonus tracks) | A.K.A. — Japon et Target exclusive edition (bonus tracks) | A.K.A. — Japon et Target exclusive edition (bonus tracks) | A.K.A. — Japon et Target exclusive edition (bonus tracks) | A.K.A. — Japon et Target exclusive edition (bonus tracks) | A.K.A. — Japon et Target exclusive edition (bonus tracks) | A.K.A. — Japon et Target exclusive edition (bonus tracks) |
| No                                                        | Titre                                                     | Durée                                                     |                                                           |                                                           |                                                           |                                                           |                                                           |                                                           |                                                           |
| --------------------------------------------------------- | --------------------------------------------------------- | --------------------------------------------------------- | --------------------------------------------------------- | --------------------------------------------------------- | --------------------------------------------------------- | --------------------------------------------------------- | --------------------------------------------------------- | --------------------------------------------------------- | --------------------------------------------------------- |
| 15.                                                       | Charades                                                  | 2:52                                                      |                                                           |                                                           |                                                           |                                                           |                                                           |                                                           |                                                           |
| 16.                                                       | Girls (featuring Tyga)                                    | 4:39                                                      |                                                           |                                                           |                                                           |                                                           |                                                           |                                                           |                                                           |
| 60:06                                                     |                                                           |                                                           |                                                           |                                                           |                                                           |                                                           |                                                           |                                                           |                                                           |